# Myrmica pachei
Myrmica pachei är en myrart som beskrevs av Auguste-Henri Forel 1906. Myrmica pachei ingår i släktet rödmyror, och familjen myror. Inga underarter finns listade i Catalogue of Life.